# روني بردغجي
روني بردغجي (بالإنجليزية: Roony Bardghji) (مواليد 15 نوفمبر 2005) هو لاعب كرة قدم سويدي من أصول سورية يلعب في مركز الجناح الأيمن مع نادي برشلونة في الدوري الإسباني.

## النشأة
وُلِد بردغي في الكويت لعائلة مسيحية سريانية من مدينة حلب السورية. انتقلت عائلته إلى كالينج، السويد عندما كان عمره 6 سنوات بحثًا عن فرص أفضل.

## مسيرته مع الأندية
عند وصوله إلى السويد في عام 2012، لعب بردغجي مع فرق الشباب كالينج إس كيه وروديبي آي آي إفز ومالمو.

### كوبنهاغن
في عام 2020، انتقل من مالمو إلى كوبنهاجن. في 21 نوفمبر 2021، ظهر لأول مرة مع كوبنهاجن ضد آرهوس جمناستيك فورينينغ في الدوري الدنماركي الممتاز، ليصبح أصغر لاعب يشارك في النادي، بعمر 16 عامًا و6 أيام، محطمًا الرقم القياسي السابق الذي يحمله كينيث زوهوري. بعد سبعة أيام، سجل هدفه الأول مع كوبنهاجن في مباراة انتهت بنتيجة 3-1 ضد نادي آلبورغ.
في 25 أكتوبر 2022، شارك لأول مرة في دوري أبطال أوروبا، حيث دخل كبديل في الدقيقة 62، في الهزيمة 3-0 أمام إشبيلية. في 7 يناير 2023، وقع عقدًا جديدًا يمتد حتى ديسمبر 2025.
في 8 نوفمبر 2023، سجل أول هدف في دوري أبطال أوروبا في مسيرته هدف حاسم في الدقيقة 87 في الفوز 4-3 على مانشستر يونايتد. في مايو 2024، تعرض لإصابة خطيرة في الركبة أثناء التدريب والتي أبعدته عن الملاعب لمدة 9 إلى 12 شهرًا. عاد إلى اللعب في 31 مارس 2025، حيث دخل كبديل في الفوز 1-0 على راندرز، بعد غياب دام 334 يومًا.

### برشلونة
في 14 يوليو 2025، وقع باردجي عقدًا لمدة أربع سنوات مع نادي برشلونة في الدوري الإسباني ، في صفقة قيمتها 2 مليون يورو، مع إضافات متعلقة بالأداء.

## وصلات خارجية
- روني بردغجي على موقع الاتحاد الأوربي (الإنجليزية)
- روني بردغجي على موقع اتحاد السويد (السويدية)
- روني بردغجي على موقع قاعدة بيانات كرة القدم.إي يو (الإنجليزية)
- روني بردغجي على موقع ليكيب (الفرنسية)
- روني بردغجي على موقع Soccerway.com (الإنجليزية)
- روني بردغجي على موقع عالم كرة القدم.نت (الإنجليزية)